# Basketball-Bundesliga All-First-/All-Second-Team
Das Basketball-Bundesliga All-First-/All-Second-Team ist eine Zusammenstellung der besten Spieler in einer Saison der Basketball-Bundesliga. Auf jeder der fünf Spielpositionen werden hierdurch jeweils die zwei besten Spieler geehrt. Die Bekanntgabe erfolgt am Ende der regulären Saison.

## All-First-Team / All-Second-Team vergangener Spielzeiten
| Saison  | Team                           | Point Guard                     | Shooting Guard                    | Small Forward                    | Power Forward                  | Center                               |
| ------- | ------------------------------ | ------------------------------- | --------------------------------- | -------------------------------- | ------------------------------ | ------------------------------------ |
| 2004/05 | All-First-Team All-Second-Team | Pascal Roller Steffen Hamann    | Marko Bulić Tyron McCoy           | Chuck Eidson Narcisse Ewodo      | Chris Williams Koko Archibong  | Jovo Stanojević Chris Ensminger      |
| 2005/06 | All-First-Team All-Second-Team | Pascal Roller Justin Love       | Aleksandar Nađfeji Brian Brown    | Chuck Eidson Nate Fox            | Mike Penberthy Koko Archibong  | Jovo Stanojević Ermin Jazvin         |
| 2006/07 | All-First-Team All-Second-Team | Jerry Green Demond Mallet       | Julius Jenkins Immanuel McElroy   | Casey Jacobsen Adam Hess         | Jeff Gibbs Chris Owens         | Sharrod Ford Darren Fenn             |
| 2007/08 | All-First-Team All-Second-Team | Jason Gardner Bobby Brown       | Julius Jenkins Philipp Schwethelm | Rickey Paulding Immanuel McElroy | Jeff Gibbs Caleb Green         | Chris Ensminger Michael-Malik Benton |
| 2008/09 | All-First-Team All-Second-Team | Jason Gardner Kyle Bailey       | Julius Jenkins Roderick Trice     | Rickey Paulding Immanuel McElroy | Jeff Gibbs Predrag Šuput       | Chris Ensminger Raško Katić          |
| 2009/10 | All-First-Team All-Second-Team | Louis Campbell Taylor Rochestie | Julius Jenkins Je’Kel Foster      | Robin Benzing Immanuel McElroy   | Predrag Šuput Jeff Gibbs       | Chris Ensminger Blagota Sekulić      |
| 2010/11 | All-First-Team All-Second-Team | DaShaun Wood Tyrese Rice        | Julius Jenkins Brian Roberts      | Casey Jacobsen Robin Benzing     | Predrag Šuput Derrick Allen    | John Bryant Tibor Pleiß              |
| 2011/12 | All-First-Team All-Second-Team | DaShaun Wood Jared Jordan       | Isaiah Swann Anton Gavel          | Casey Jacobsen Bryce Taylor      | P. J. Tucker Chevon Troutman   | John Bryant Tibor Pleiß              |
| 2012/13 | All-First-Team All-Second-Team | Jared Jordan Tyrese Rice        | Anton Gavel Davin White           | Rickey Paulding Reggie Redding   | Deon Thompson Chevon Troutman  | John Bryant Adam Chubb               |
| 2013/14 | All-First-Team All-Second-Team | Malcolm Delaney Jared Jordan    | Anton Gavel Julius Jenkins        | Reggie Redding Bryce Taylor      | Angelo Caloiaro Deon Thompson  | D’or Fischer Leon Radošević          |
| 2014/15 | All-First-Team All-Second-Team | Brad Wanamaker Khalid El-Amin   | Alex Renfroe Nihad Đedović        | D. J. Kennedy Ryan Thompson      | Jamel McLean Raymar Morgan     | John Bryant Tim Ohlbrecht            |
| 2015/16 | All-First-Team All-Second-Team | Brad Wanamaker Jordan Theodore  | Bryce Taylor Vaughn Duggins       | Rickey Paulding Darius Miller    | Nicolò Melli Daniel Theis      | Brian Qvale Johannes Voigtmann       |
| 2016/17 | All-First-Team All-Second-Team | Chris Kramer Josh Mayo          | Chris Babb Trey Lewis             | Darius Miller Rickey Paulding    | Nicolò Melli Maximilian Kleber | Raymar Morgan Brian Qvale            |
| 2017/18 | All-First-Team All-Second-Team | Peyton Siva Josh Mayo           | Thomas Walkup Philip Scrubb       | Robin Benzing Rickey Paulding    | Luke Sikma Danilo Barthel      | John Bryant Devin Booker             |
| 2018/19 | All-First-Team All-Second-Team | Will Cummings Peyton Siva       | T. J. Bray DeAndre Lansdowne      | Rokas Giedraitis Vladimir Lučić  | Luke Sikma Danilo Barthel      | Rašid Mahalbašić John Bryant         |